# Миронов Юрій Олександрович
Миронов Юрій Олександрович (29 грудня 1940, с. Фролово Костромська область  — 8 лютого 2002, Миколаїв) — українсько-російський прозаїк.

## Біографія
Юрій Олександрович Миронов народився 29 грудня 1940 року в селі Фролово, у Костромській області. Після закінчення середньої школи в 1958 році навчався у Буйському залізничному училищі, після закінчення 20 років працював на залізницях — спочатку кочегаром і помічником машиніста на паровозі, а потім — машиністом тепловоза. Десять років жив на Далекій Півночі у Таймирі, працював на Норільській залізниці.
Перші вірші були надруковані в газетах «Буйская правда» і «Южная правда» у 1963 році, потім публікації в газетах «Гудок», «Литературная Россия», «Комсомольская правда», у журналах і альманахах «Енисей», «Родники», «Истоки», «Сибирские огни», «Радуга», «Москва», «Молодая гвардия», «Наш современник», у колективних збірниках, що видавались в Красноярську, Новосибірську, Одесі, Москві, Орджонікідзе та Києві.
У 1975 році заочно закінчив Літературний інститут ім. О. М. Горького. Член Спілки письменників України з 1985 р. У 1991—2000 роках очолював Миколаївське відділення Спілки письменників України.
Окремі твори були перекладені українською та російською мовами.
В останні роки Юрій Миронов звертається до різних філософій життя. Підсумком його пошуків стала книга «Зачем живём на белом свете» (1993).
Помер у 2002 році.

## Публікації про письменника
- Божаткин, Μ. Стихи Юрия Миронова / М. Божаткин // Южная правда. — 1963. — 29 дек.
- Бойченко, В. Юрію Миронову — 50 / В. Бойченко // Літературна Україна. — 1991. — 14 лют.
- Бути самими собою // Південна правда. — 1990. — 20 груд.
- Варенуха, И. Поэзия прозы / И. Варенуха // Досуг. — 1993. — 10 июля.
- Володин, П. Рабочий поезд / П. Володин // Южная правда. — 1989. — 14 янв.
- Костюченко, В. Чувство времени / В. Костюченко // Правда Украины. — 1986. — 30 окт.
- Нова книга Юрія Миронова // Рідне Прибужжя. — 2001. — 21 квіт. — С.4.
- Памяти товарища // Вечерний Николаев. — 2002. — 9 февр. — С. 4.
- Пучков, В. Верность теме / В. Пучков // Южная правда. — 1985. — 26 сент.
- След на земле // Вечерний Николаев. — 2004. — 25 дек. — С. 3.
- Шумакова, Л. Спроба пророцтва ? / Л. Шумакова // Радянське Прибужжя. — 1994. — 25 січ.
- Щитникова Г. Поэтический дебют / Г. Щитникова // Красноярский рабочий. — 1972. — 17 авг.
- Юрій Миронов: [біогр. довідка] // Письменники Радянської України: біобібліогр. довідник. — К., 1988. — С. 405—406.
- Юрий Миронов: биобиблиогр. справка // Русские поэты Украины. — К., 1987. — С. 364.
- Юрий Миронов : 1940—2002 : биограф. справка // Миколаївський оберіг. — Миколаїв, 2004. — С. 257.
- Юрий Миронов // Николаевцы: энцикл. словарь. — Николаев, 1999. — С. 229.
- Юрьев, В. Цветут в Заполярье ромашки / В. Юрьев // Южная правда. — 1977. — 14 июня.
- Январев, Э. Что такое Таймыр / Э. Январев // Южная правда. — 1981. — 17 дек.
- Январев, Э. Наука умеет много гитик: книги наших земляков / Э. Январев // Южная правда. — 1993. — 14-20 июня.
- Январев, Э. «Жду каких-то радостных вестей» / Э. Январев // Вечерний Николаев. — 1998. — 4 июля. — С. 3.